# 馬諾門縣
馬諾門縣（英語：Mahnomen County）是美國明尼蘇達州西北部的一個縣。面積1,510平方公里。根據美國2000年人口普查，共有人口5,190人。縣治馬諾門 (Mahnomen)。
成立於1906年12月27日。縣名是奧比吉瓦語，意思是野米。